# Chrigu : Chronique d'une vie éclairée
Pour plus de détails, voir Fiche technique et Distribution.
Chrigu : Chronique d'une vie éclairée est un documentaire suisse réalisé par Christian Ziörjen et Jan Gassmann, sorti en 2007. La sortie en France s'est faite le 18 mars 2009.

## Synopsis
Christian Ziörjen est un jeune homme de 20 ans comme les autres. Bien entouré par ses amis et ses parents, il étudie, il sort, il voyage et a plein de projets pour son avenir.
Son insouciance prend fin, du jour au lendemain, lorsqu'il apprend à l'aube de ses 24 ans qu'il est atteint d'un cancer.
Condamné, Christian mûrit prématurément. Il ne s'apitoiera jamais sur son sort, trouvera son énergie dans sa réflexion et découvrira une vie qu'il ne soupçonnait pas jusqu'alors.

## Fiche technique[1]
- Titre : Chrigu : Chronique d'une vie éclairée
- Titre original : Chrigu[2]
- Réalisation : Christian Ziörjen, Jan Gassmann
- Musique : Fabio Bardelli, Dimitri Hefermehl, Sven Günther, Jonas Leuenberger, Hansjakob Mühlethaler, David Kohler et Mattia Mordasini
- Photographie : Jan Gassmann et Christian Ziörjen
- Montage : Jan Gassmann
- Son : David Wasilevski
- Production : Thomas Jörg
- Sociétés de production : Swiss Films (10.000 CHF)[3], Diagonalfilm et Arson
  - Aide financement : Office fédéral de la Culture : pour 2.000 CHF[4]
- Durée : 87 minutes
- Pays :  Suisse
- Sociétés de distribution : Look Now![2] (Suisse), KMBO (France)
- Dates de sortie :
  -  Suisse allemande : 27 septembre 2007[2]
  -  Suisse romande : 22 octobre 2008[2]
  -  France : 18 mars 2009

## Distribution
- Christian Ziörjen

## Distinctions
- Grand Prix du Festival Reel Lives : les chroniques du cancer de Genève[5]

## Autour du film
- Le film a participé à 17 festivals à travers le monde[6].